# Política comuna de seguretat i defensa de la Unió Europea

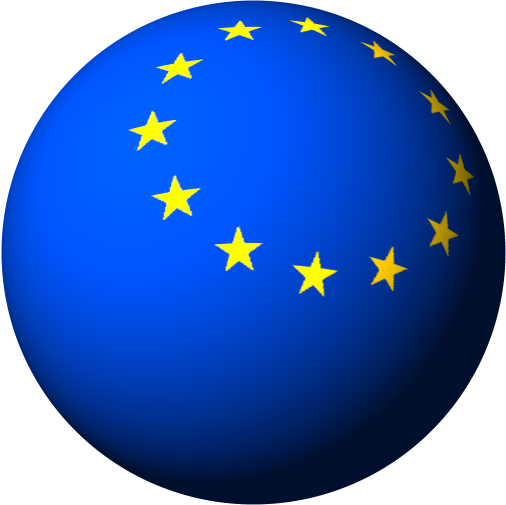
La PCSD forma part integral de la política exterior i de seguretat comuna de la Unió Europea.

La política comuna de seguretat i defensa (PCSD, anteriorment política europea de seguretat i defensa, PESD) és l'actuació planificada en el si del Consell, així com el seu disseny estratègic, que la Unió Europea desplega de manera autònoma en l'àmbit militar i de la defensa. La política comuna de seguretat i defensa forma part de la política exterior i de seguretat comuna i s'integra dins la seva estructura jurídica, administrativa, estratègica i política. Assumeix els seus mateixos principis i objectius (aplicats al terreny polític específic de la defensa) i se situa sota la mateixa autoritat jeràrquica i operativa superior, la de l'Alta Representant de la Unió per a Afers Exteriors i Política de Seguretat. Com a branca de la PESC, la PCSD també forma part de l'acció exterior de la Unió (AE).

## Història

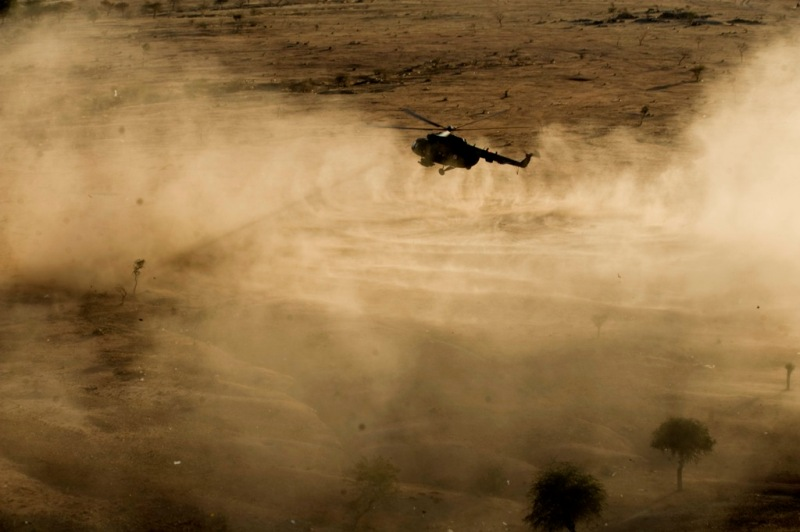
Helicòpter de l'EUFOR a la missió de Txad

La història de la integració europea en assumptes de defensa i coordinació militar es remunta als pares fundadors mateixos, el principal afany dels quals era aleshores redimir la voluntat autodestructiva que Europa havia portat fins a les seves últimes conseqüències amb la Segona Guerra Mundial; el primer objectiu de l'Europa unida havia de ser la pau. El gran simbolisme del qual es dotà al primer pas sectorial (la Comunitat Europea del Carbó i de l'Acer) donat en pro d'aquest projecte resultava molt significatiu, car el carbó i l'acer eren els dos recursos dels quals poderosa indústria a Alsàcia, Lorena i, en menor mesura, Luxemburg, havia despertat els apetits annexionistes de dos vells enemics, França i Alemanya. De la possessió d'aquests territoris havien fet ambdós països una qüestió d'orgull nacional que havia servit en nombroses ocasions d'estendard reivindicatiu per les tres grans guerres que assolaren aquests dos països, i amb ells el món sencer: la Guerra francoprussiana, la Primera Guerra Mundial, i, finalment, la Segona. El carbó era una font d'energia fonamental pel desenvolupament de la indústria, en especial quan el desenvolupament i expansió del ferrocarril per Europa, amb la seva transcendència estratègica i militar, el requeria especialment; l'acer, resistent aliatge de ferro i carboni, era un material extremament valuós per la indústria militar, que es realimentava precisament a la calor d'aquest mal veïnatge. La CECA buscava posar sota una autoritat supranacional la gestió en comú d'aquests dos recursos.

### Comunitat Europea de Defensa
Prova de les nítides intencions d'aquests pioners europeistes fou el segon gran projecte comunitari a escala continental, la fracassada Comunitat Europea de Defensa (CED), el tractat constitutiu de la qual arribà a ser signat per tots els governs, però no superà la ratificació parlamentària a l'Assemblea Nacional de França, ja aleshores poblada pels nacionalistes seguidors del general de Gaulle. El fracàs d'aquest tractat causà gran commoció entre molts dels seus promotors i condicionà greument la cooperació militar a Europa, que no tornaria a veure la llum, molt més tímidament, fins a l'entrada en vigor del Tractat d'Amsterdam el 1999. S'estengué la sensació que Europa avançava massa de pressa i que el nacionalisme al continent seguia massa viu per ser ignorat o esquivat per mitjà de tractats internacionals. Calgué esperar a l'impuls que se li donà a la Conferència de Messina perquè el projecte d'integració europea tornés a encarrilar-se, tot i que per camins diferents i potser més realistes, cristal·litzant-se en la signatura, el 1957, del Tractat de Roma que creà les altres dues Comunitats Europees: l'Econòmica i la de l'Energia Atòmica. Una vegada més, es veia en aquesta última la preocupació política existent pels assumptes militars en un continent encara fragmentat i adolorit, on la irrupció de les noves armes basades en la desintegració atòmica podria fer estralls.

### Missions Petersberg
Tot i que no seria fins al 1999, amb l'entrada en vigor del Tractat d'Amsterdam, que a Europa tornaria a plantejar-se obertament en Els Tractats l'articulació d'una política comuna de defensa (tot i que molt tímidament), el cert és que ja la CPE (Cooperació Política Europea) prevista a l'Acta Única i, sobretot, la perspectiva de l'adopció d'una política exterior i de seguretat comuna amb la signatura del Tractat de Maastricht, obriren ja les portes les primeres albors de la cooperació militar autònoma a escala europea. Així, el 1992 els ministres de defensa de les aleshores Comunitats es reuniren a la ciutat alemanya de Petersberg i acordaren la creació d'un marc de cooperació militar autònom de l'OTAN, tot i que molt coordinat amb aquesta, pel desenvolupament de determinades missions de pau o humanitàries en tercers països. Aquestes operacions, que en alguns casos i particularment als Balcans mostraren la seva utilitat, foren batejades amb el nom d'aquella localitat, com a "Missions Petersberg". Amb el Tractat d'Amsterdam es disposà la seva institucionalització en el marc d'una política europea de seguretat i defensa (PESD).
El nomenament del llavors recentment cessat Secretari General de l'OTAN i antic ministre d'afers estrangers espanyol Javier Solana com a alt representant per a la política exterior i de seguretat comuna del Consell suposà un canvi notable per la nova PESD. L'entestament personal de Solana per garantir la pau a l'antiga Iugoslàvia, assotada per dues guerres civils que inclogueren un genocidi, amb les que Solana lluità àrduament des de l'OTAN, transferí la seva influència sobre la nova política, amb la implicació continuada dels europeus en la postguerra de la regió a través de missions civils, militars i combinades, de manteniment de la pau i ajuda humanitària. Les nombroses operacions i dispositius combinats que hi desplegà la Unió Europea foren molt vastes i la seva continuïtat (encara perviuen algunes d'aquestes missions) inèdita.
La crisi interna provocada entre els europeus per la Guerra d'Iraq dificultà certament el desenvolupament de la PESD, amb fortes divergències entre els estats membres que resultaren evidents al món. Es pogué comprovar la inoperància de la PESC i la PESD en situacions controvertides o susceptibles d'enfocaments diametralment oposats, així com la incapacitat dels seus dirigents per contenir-les. També es posà en relleu la insuficiència d'una cultura militar comuna entre els seus membres. Tanmateix, i tot i que discretament en conflictes o regions menys publicitats, Europa continuà desplegant les seves capacitats operatives a l'exterior: així, envià missions combinades al Congo, la Franja de Gaza, Geòrgia, Guinea-Bissau i, més recentment, les costes de Somàlia. Deu d'aquestes i altres missions continuen funcionant avui en dia.

### Estratègia de Seguretat del 2003

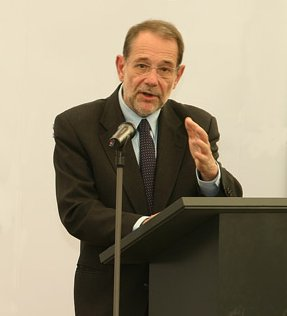
J. Solana, antic Alt Representant de la Unió per a Afers Estrangers i Política de Seguretat i artífex de l'Estratègia Europea de Seguretat

Un pas important per la política europea de seguretat i defensa suposà l'adopció el 2003 (en paral·lel a l'escalada bèl·lica a Iraq) de la primera Estratègia Europea de Seguretat. El document, presentat al Consell Europeu per la seva aprovació per l'alt representant Solana, contenia per primera vegada una visió de conjunt comú sobre la defensa i la seguretat d'Europa al món. L'Estratègia s'ideà a semblança de les estratègies nacionals de seguretat o de defensa que elaboren molts països al món, particularment rellevants en el cas dels Estats Units, i es redactà amb el concurs dels estats majors i els ministeris de defensa dels estats membres, tardant-se bastant temps en deslliurar-lo finalment.
Després d'avaluar la situació internacional imperant al món i analitzar els principals reptes i amenaces que s'enfronten als interessos europeus al món (el terrorisme, la proliferació nuclear, els conflictes regionals, l'afebliment dels estats i la criminalitat organitzada), el document assenyala un elenc d'objectius estratègics que ha de perseguir i assolir Europa per abordar-los i, finalment, designa els mitjans i instruments adequats a tal fi, dels que Europa ha de dotar-se i desenvolupar conforme evolucionen els esdeveniments. L'Estratègia Europea de Seguretat del 2003 encara està en vigor.

### Tractat de Lisboa
Finalment, en temps ja més recents, el Tractat de Lisboa ha suposat una nova configuració normativa per la política de defensa comunitària. El text, en vigor des de l'1 de desembre del 2009, obre la porta a un nou mecanisme de "cooperació estructurada permanent" a través del qual els estats amb capacitats militars més avançades estan cridats a establir entre si un marc institucionalitzat i regular de cooperació i coordinació d'aquelles, i de tota la seva indústria militar, en el si de la Unió. Aquesta és potser la innovació més rellevant que introdueix Lisboa en la defensa europea comuna. A més, juntament amb aquesta "integració avançada" en assumptes de la defensa que suposa la cooperació estructurada permanent, Lisboa obre per primera vegada la possibilitat d'establir el que es coneix com a cooperacions avançades, és a dir, operacions o compromisos regulats a nivell comunitari dels que participin tan sols els estats que manifestin la seva voluntat, sempre que siguin com a mínim nou.

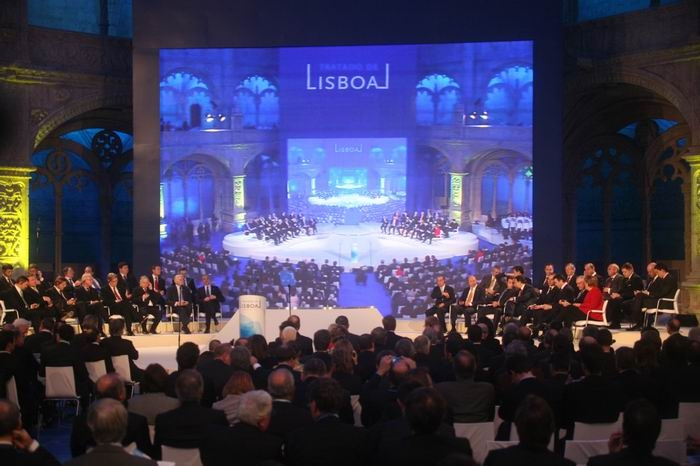
Signatura del Tractat de Lisboa (2007)

A més, el nou Tractat rebateja la PESD (Política Europea de Seguretat i Defensa) substituint, de manera significativa, l'adjectiu "europea" per "comuna", per la qual cosa la nova política defensiva de la Unió Europea ha passat a denominar-se Política Comuna de Seguretat i de Defensa (PCSD).
Finalment, el Tractat de Lisboa porta fins a les seves últimes conseqüències la pertinença de la PCSD a la PESC i inclou aquella entre les competències del nou Servei Europeu d'Acció Exterior, que administra l'acció exterior europea en totes les seves dimensions, sota l'autoritat del reforçat Alt Representant de la Unió per a Afers Estrangers i Política de Seguretat.
El que no altera Lisboa, com era d'esperar, és la regla de la unanimitat per la qual es regeix la PCSD i, ara ja en menor mesura o amb algunes excepcions, tota la PESC. Per tant, l'aplicació i efectivitat de tots aquests mecanismes i instruments depèn en la pràctica, en gran manera, de la voluntat política dels dirigents europeus, especialment dels governs nacionals, car la PCSD continua sent un àmbit (el que més) de funcionament plenament intergovernamental.

## Principis i objectius PESC-PCSD
Els principis i objectius pels quals es regeix i que persegueix la política comuna de seguretat i defensa són els mateixos que s'apliquen a la política exterior i de seguretat comuna en la qual aquella s'engloba i, en més en general, a tota l'acció exterior de la Unió Europea.
Segons l'article 21 del Tractat de la Unió (en endavant TUE), l'acció de la Unió en l'escena internacional es fonamenta en el respecte d'un conjunt de principis i l'ordenació d'un conjunt d'objectius que s'enumeren en aquell mateix precepte. Els principis fonamentals de l'acció exterior de la Unió, que poden classificar-se, sense menyscabament de la seva igual categoria constitucional, en materials (una mena de principis-valors) i funcionals, són els següents: la dignitat humana (principi material); la universalitat i indivisibilitat dels drets humans i de les llibertats fonamentals (principi material); la democràcia i l'estat de dret (principi material); els principis d'igualtat i solidaritat entre els homes i els pobles i nacions del món (principi material); el respecte del dret internacional, i en particular dels principis contingut a la Carta de les Nacions Unides (principi funcional); la cooperació (principi funcional); el multilateralisme, en especial en el marc de les Nacions Unides (principi funcional).
igualment, i dins del respecte dels principis anteriors, són objectius que la Unió ha de perseguir (s'observa una certa reiteració, en alguns casos literal, entre els principis i els objectius) en la definició i execució de les seves polítiques comunes i accions en tots els àmbits de les relacions internacionals: la defensa dels seus valors i interessos fonamentals, la seva seguretat, la seva independència i la seva integritat; la promoció i consolidació de la democràcia, l'estat de dret, els drets humans i el dret internacional; el manteniment de la pau i la prevenció de conflictes, buscant una major seguretat internacional i en el marc de la Carta de l'ONU, l'Acta final de Hèlsinki i la Carta de París; el suport al desenvolupament sostenible, incloent-hi la protecció del medi ambient i l'erradicació de la pobresa; l'ajuda en situacions de crisi o catàstrofe natural o humana; l'evolució del sistema internacional sobre les bases d'una cooperació multilateral estable i una millor governança mundial. També són objectius els anomenats objectius estratègics que venen enunciats a l'Estratègia Europea de Seguretat, i que són tres: garantir la seguretat interior, contribuir a la creació d'un entorn de seguretat per Europa i, finalment, la integració i promoció de la defensa europea en una cooperació institucionalitzada internacional a través de l'anomenat "multilateralisme eficaç", conceptes que venen definits en el mencionat document.
Cal tenir en compte, igualment, els denominats valors de la Unió, continguts a l'article 2 TUE, i dels quals els principis de l'acció exterior no són sinó un específic desenvolupament i adaptació a l'àmbit de les relacions internacionals; igualment, cal valorar l'article 3.5 TUE, que estableix com un dels objectius generals de la Unió una acció exterior cohesionada i coherent amb els seus valors.

### Clàusula de defensa comuna
D'altra banda, en general aplicable a tota l'acció exterior, la política comuna de seguretat i defensa afegeix un objectiu autònom de gran transcendència simbòlica i potencial. Segons els tractats:
| « | La política comuna de seguretat i defensa inclourà la definició progressiva d'una política comuna de defensa de la Unió. Aquesta conduirà a una defensa comuna una vegada que el Consell Europeu ho hagi decidit per unanimitat. En aquest cas, el Consell Europeu recomanarà als estats membres que adoptin una decisió en aquest sentit de conformitat amb les seves respectives normes constitucionals. | » |

Tot i que no es tracta de quelcom necessàriament pacífic, ni naturalment ve especificat en cap altre text de rang legal o normatiu, la idea d'una defensa comuna sembla voler recuperar la idea d'un exèrcit comú continental al servei d'un estat major propi i unificat; igualment, la política comuna de defensa seria una fase transitòria, sembla apuntar l'esperit de l'article, durant la qual els diferents exèrcits europeus es trobarien subordinats únicament a la política de defensa acordada a Brussel·les pels governs nacionals.

## Marc polític i institucional
Si la política exterior i de seguretat comuna es troba ja subjecta a procediments i mecanismes que, sense trencar l'aparença formal d'un marc institucional únic per tota la Unió i les seves polítiques, resulten sense cap dubte molt específics, aquestes diferenciacions es revela en tota la seva intensitat en l'àmbit concret de la política comuna de seguretat i defensa de la Unió. Ja la seva mateixa ubicació, dins del Tractat de la Unió Europea i extret per tant del Tractat de Funcionament, on es troben totes les altres polítiques comunes excepte la PESC-PCSD, apunta en direcció d'una voluntat netament diferenciadora de la resta de polítiques. Tot i que el Tractat, en el seu Capítol 2º del títol V, dedicat a la política exterior i de seguretat comuna, crida successivament les quatre principals institucions de la Unió (el Parlament Europeu, el Consell Europeu, el Consell i la Comissió Europea) i L'Alt Representant perquè participin en aquesta política (incloent-hi, per tant, els assumptes de seguretat i de defensa), el paper específic que els seus preceptes hi atribueixen s'aparta sense cap dubte del que ordinàriament els correspon en les polítiques comunitàries. D'aquesta manera, ressalten amb força les funcions decisòries i d'execució que en aquest àmbit polític corresponen al Consell i l'Alt Representant, el paper de supervisió i instància permanent que exerceix, a certa distància, el Consell Europeu sobre ambdós i finalment la presència residual i gairebé testimonial que es concedeix al Parlament i la Comissió com tals.
Quant a les institucions i òrgans principals en matèria de política comuna de seguretat i defensa (i de política exterior i de seguretat comuna en general), podria resumir-se, general i en termes molt amplis, el següent:
- el Consell Europeu defineix les línies i objectius estratègics,
- el Consell aplica mitjançant decisions aquesta estratègia i en supervisa l'execució,
- l'Alt Representant proposa decisions i dirigeix i executa la política i les decisions adoptades,
- la Comissió participa i expressa les seves posicions en totes les fases,
- el Parlament controla políticament i delibera.

El Tribunal de Justícia, el Tribunal de Comptes i el Banc Central Europeu, les altres tres institucions de la Unió, estan completament exclosos de l'àmbit de la política comuna de seguretat i defensa, excepte en el que toca al primer per comprovar la legalitat formal dels actes adoptats en matèria de PESC-PCSD. No existeix, doncs, en l'àmbit de la política comuna de seguretat i defensa, cap mètode comunitari. La conseqüència de totes aquestes peculiaritats és la proliferació d'òrgans i organismes suplementaris amb funcions específiques en matèria de seguretat i defensa.
Finalment cal recordar que, segons el Tractat, la política comuna de seguretat i defensa "serà executada per l'Alt Representant i pels Estados membres, utilitzant els mitjans nacionals i els de la Unió".

### El Consell Europeu i el Consell de la Unió

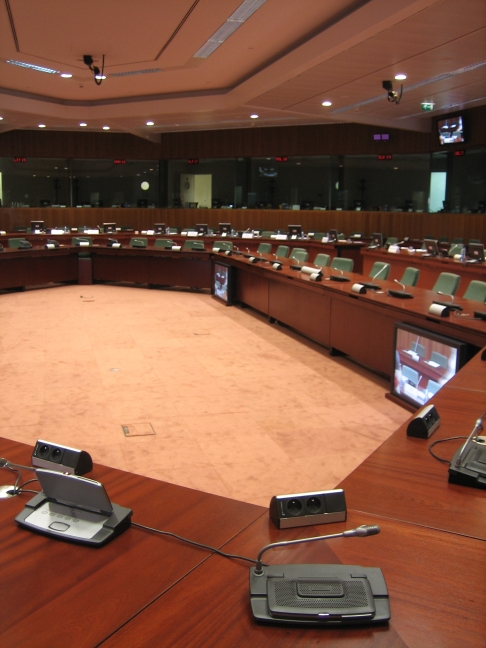
Sala de reunions del Consell

El Consell Europeu i el Consell de la Unió defineixen i apliquen, per unanimitat en principi, la política exterior i de seguretat comuna en el seu conjunt, d'acord amb l'article 24 TUE. Tanmateix, el cert és que, com al seu torn afirmen altres preceptes del mateix tractat, al primer li correspon tan sols la definició, per mitjà de decisions adoptades per unanimitat (prèvia recomanació del Consell), dels interessos i objectius estratègics de l'acció exterior europea, incloent-hi la seva política de defensa, així com una peculiar funció d'instància política màxima, en els casos en què normalment correspon la competència al Consell però aquest troba dificultats per arribar a un acord. A part d'això, tanmateix, la definició concreta de la PCSD correspon de fet al Consell amb l'Alt Representant i la seva execució, a l'alt Representant amb la supervisió del Consell, o a certs òrgans dependents d'un o de l'altre. Es pot dir per tant, pel que fa al Consell Europeu, que les seves atribucions en política de seguretat i defensa són d'inqüestionable importància política real, tenint en compte que les seves decisions estratègiques, que són vinculants, poden en la pràctica referir-se a qualsevol assumpte de la mateixa i entrar en qualsevol detall que consideri oportú; el tot malgrat que constitucionalment s'enunciïn amb especial parquedat, podent emmascarar la seva vertadera rellevància. Finalment, cal no oblidar que serà el Consell Europeu qui, si s'escau, adoptarà la decisió de transformar la política de defensa comuna en una única defensa comuna europea.
Les funcions del Consell estan, tanmateix, molt més definides en relació amb la PESC, en el seu conjunt, i en particular, a la política comuna de seguretat i defensa. I són extremament poderoses. Si en el dret constitucional i la política general comunitària aquesta institució apareix principalment com un colegislador, juntament amb el Parlament Europeu, en matèria PESC-PCSD (d'on s'exclou l'adopció d'actes legislatius a escala europea) es converteix en una instància política omnipresent, amb vertadera capacitat de decisió i gestió operativa i amb un control gairebé absolut sobre els recursos emprats. En termes generals, el Consell, que en aquest marc funciona en la seva formació d'Afers Estrangers, presidida per l'Alt Representant, elabora l'acció exterior de la Unió, incloent-hi la PECS-PCSD, atenent als objectius i línies estratègiques definits pel Consell Europeu, vetllant també, juntament amb la Comissió i l'Alt Representant, per la seva coherència general.

### L'Alt Representant
L'Alt Representant de la Unió per Afers Estrangers i Política de Seguretat (AR) està al capdavant de la política comuna de seguretat i defensa, contribueix amb les seves propostes a l'elaboració d'aquesta política i és, juntament amb els Estats membres en el que a aquests concerneixi, el responsable de la seva execució, com a mandatari del Consell. En aquest sentit cal destacar que l'Alt Representant participa amb caràcter nat i sense perjudici de les seves atribucions específiques, en les tres institucions que contribueixen en major mesura a l'acció exterior de la Unió Europea, incloent-hi la seva política de defensa: així, l'AR presideix el Consell d'Afers Estrangers (la formació del Consell encarregada de despatxar els assumptes relatius a la política comuna de seguretat i defensa), és un dels vicepresidents de la Comissió i participa en els treballs i les reunions del Consell Europeu. Finalment, l'AR dirigeix la principal infraestructura permanent de la qual disposa la Unió en les seves relacions internacionals: el Servei Europeu d'Acció Exterior, que integra gairebé tots els mecanismes orgànics permanents de la política defensiva de la Unió (el Comitè Polític i de Seguretat, el Comitè Militar, l'Estat Major de la Unió Europea, etc.). En particular:
- L'AR pot plantejar al Consell, en solitari o juntament amb la Comissió, qualsevol qüestió relacionada amb la política comuna de seguretat i defensa i presentar propostes al respecte.
- També, pot convocar amb caràcter urgent una reunió del Consell d'Afers Estrangers si la situació internacional requereix una decisió ràpida.
- És a l'AR que els tractats assignen la funció de mediació en els casos en els que un Estat membre manifesti dificultats severes per assumir un compromís a escala europea, abans de remetre la situació, si s'escau, al Consell Europeu.
- És també el responsable de coordinar els ministres d'exteriors i de defensa, en el si del Consell d'Afers Estrangers, per l'adopció o execució de les decisions adoptades.
- També correspon a l'AR la proposta de designació i nomenament de representants especials pel Consell, encarregats de missions diplomàtiques i polítiques concretes que poden tenir assumptes de defensa en la seva comesa.
- De la mateixa manera, i d'acord amb la seva qualitat de president del Consell d'Afers Estrangers i vicepresident de la Comissió, és obligació de l'AR consultar periòdicament el Parlament Europeu sobre els aspectes principals i opcions fonamentals de la política comuna de seguretat i defensa, responent a les seves preguntes i recomanacions i vetllant perquè les seves posicions siguin degudament tingudes en compte.[8] L'AR, Catherine Ashton

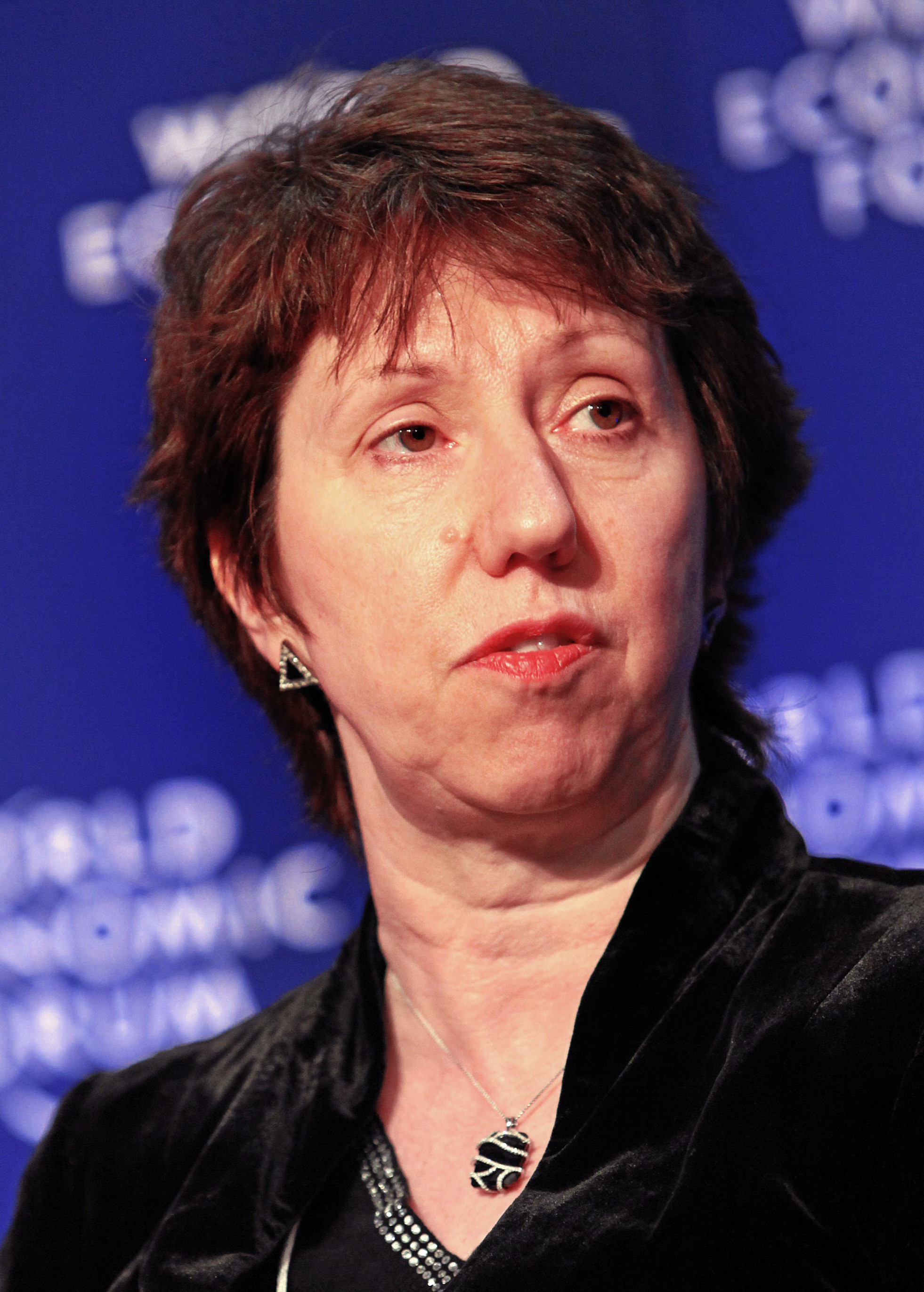
L'AR, Catherine Ashton

- També és l'AR qui proposa la modalitat de finançament de les diferents missions europees en l'àmbit de la política comuna de seguretat i defensa.[9]

D'altra banda, en l'àmbit extern de les seves facultats:
- És l'AR l'encarregat de dirigir en nom de la Unió les negociacions i el diàleg amb tercers països o organitzacions internacionals en l'àmbit defensiu, incloent-hi el Consell de Seguretat de les Nacions Unides, i el que expressa davant els mateixos la posició europea.
- És el responsable de coordinar les posicions dels Estats membres[10] i de negociar i concloure, si s'escau, els acords internacionals que comprometin la Unió, en nom i previ mandat del Consell.
- En les conferències o reunions internacionals a les que no concorri, l'AR haurà de ser informat pels Estats membres que hi participin.

El Tractat de la Unió, finalment, atribueix a l'AR i el Consell la funció de vetllar per la correcta aplicació dels principis de solidaritat, lleialtat, especificitat, convergència i interès comú en l'àmbit de tota la política exterior i de seguretat comuna, incloent-hi la PCSD, vetllant a més per la unitat coherència i eficàcia de l'acció de la Unió.

### El Comitè Polític i de Seguretat
Amb l'entrada en vigor del Tractat de Lisboa emergeix amb força un nou òrgan de comitologia especial (en l'àmbit PESC i PCSD) que té com a missió el continu seguiment de la situació internacional i de la seva evolució en els àmbits relacionats amb la política exterior i de seguretat comuna i, per tant, també de la política comuna de seguretat i defensa.
A més d'aquesta funció genèrica, el Comitè té encomanada una funció i una potestat suplementàries: l'emissió de dictàmens dirigits al Consell o a l'Alt Representant i el rol de supervisar l'execució de la política exterior, incloent-hi la de seguretat i defensa, i informar de la seva evolució al Consell d'Afers Estrangers, sense perjudici de la labor de direcció de la mateixa que correspon a l'Alt Representant.

### L'Agència Europea de Defensa
L'Agència Europea de Defensa (EDA) és un organisme de la Unió que fou creat el 2004 per tal de promoure una cooperació permanent i institucionalitzada entre els Estats membres de la Unió Europea, a nivell comunitari, en tots els assumptes relatius a la capacitat defensiva d'aquests, incloent-hi el seu nivell de desenvolupament tecnològic, la investigació científica i tècnica en l'àmbit de la defensa, la provisió i seguretat de l'armament, etc.
L'Agència desenvolupa aquestes tasques mitjançant mètodes intergovernamentals de cooperació, per mitjà fonamentalment d'un creixent aprofitament de les anomenades sinergies en la indústria militar dels Estats participants (tots els de la Unió menys Dinamarca, que es troba acollida a una excepció), és a dir, la posada en comú dels mitjans productius i tecnologies nacionals juntament amb un repartiment funcional i més sistemàtic de la producció, que evitin les duplicitats productives i la descoordinació de les inversions públiques i privades en la indústria militar i facilitin les economies d'escala.

### Servei Exterior
Segons el que disposa el Tractat de Lisboa, la Unió ha de dotar-se d'un servei diplomàtic unificat que serà responsable general dels afers estrangers relatius a qualsevol de les polítiques comunitàries amb una dimensió exterior, tot i que la direcció d'aquestes seguirà pertanyent a les institucions corresponents. Aquest departament estarà situat sota la dependència jeràrquica i orgànica de l'Alt Representant de la Unió per a Afers Estrangers i Política de Seguretat, actualment la socialista britànica Lady Catherine Ashton, que serà el responsable de presentar una proposta de decisió reguladora del servei, que hauran d'aprovar el Consell i la Comissió, consultat el Parlament Europeu. A l'espera que s'aprovi la proposta presentada al març per Lady Ashton, la seva creació es troba en suspens.
El Servei exterior estarà integrat per funcionaris provinents de la Comissió Europea, del Secretariat General del Consell i dels serveis diplomàtics nacionals dels Estats membres i s'espera que es converteixi en un dels més nombrosos del món, a més de ser el primer de la seva espècie de naturalesa multinacional. Disposarà d'ambaixades o legacions diplomàtiques arreu del món.
El Servei exterior integra, entre altres òrgans, un Estat Major de la Unió Europea i un centre d'anàlisi d'intel·ligència, el SitCen, ambdós amb gran rellevància orgànica en l'àmbit de la política comuna de seguretat i defensa.

#### Estat Major
L'Estat Major de la Unió Europea és l'òrgan de la Unió que, situat funcionalment a l'òrbita del Consell a través del seu Secretariat General i sota l'autoritat de l'Alt Representant, té encomanades funcions de planificació estratègica, avaluació i seguiment de situacions i emissió d'alertes primerenques en l'àmbit militar i defensiu. Gestiona, en les mateixes condicions, la supervisió dels aspectes militars de les missions exteriors de la Unió en matèria de seguretat i defensa, les anomenades missions Petersberg (missions humanitàries, missions de manteniment de la pau i de gestió de crisis).
El seu nucli està compost per una cèl·lula mixta, civil i militar, que integra experts i representants nacionals de l'exèrcit i de les administracions de defensa en missió especial i funcionaris especialistes del Consell, i dirigit per un militar del màxim rang (general o almirall) designat pel Consell a proposta de l'Alt Representant. Es tracta d'un òrgan permanent amb rang departamental i els seus treballs es reparteixen entre les seves diferents seccions i direccions.

#### SitCen
El Centre Conjunt de Situacions per a l'Anàlisi d'Intel·ligència (SitCen) és el centre o cos conjunt d'anàlisi d'intel·ligència de la Unió Europea en el si del qual cooperen les agències i serveis d'intel·ligència dels estats membres que hi participen, i que constitueix el servei d'informació central de l'Alt Representant de la Unió. Es troba orgànicament integrat en l'estructura del Servei Europeu d'Acció Exterior, i les seves funcions s'emmarquen essencialment en l'àmbit de la política exterior i de seguretat comuna, en particular en els assumptes de la defensa.
El SitCen, que se situa al servei de l'Alt Representant de la Unió per Afers Estrangers i Política de Seguretat, està encapçalat per un director nomenat per aquell. Actualment es tracta del diplomàtic francès Patrice Bergamini. La seva seu provisional se situa a l'edifici Justus Lipsius, seu del Consell a Brussel·les.

### Institut d'Estudis i de Seguretat
L'Institut d'Estudis de Seguretat (ISS, per les seves sigles en anglès), és una agència de la Unió Europea ubicada a París i que funciona en el marc de la Política Europea de Seguretat Comuna (PESC). El seu objectiu és ajudar a crear una cultura europea comuna de seguretat i contribuir al debat estratègic oferint la millor interfície possible entre responsables europeus i els diversos cercles d'especialistes no oficials. Les activitats de l'Institut s'orienten a l'anàlisi de dades i la formulació de les recomanacions necessàries per a l'aplicació de les polítiques de la UE.
L'Institut té caràcter autònom i llibertat intel·lectual, cosa que significa que no representa ni defensa cap interès nacional particular. Les seves activitats, plantejades de manera col·lectiva i amb una "orientació europea", concerneixen l'estudi d'assumptes que cada estat membre sol abordar per separat; això permet exercir una crítica constructiva a l'actual Política Comuna de Seguretat i Defensa (PCSD).
El portuguès Álvaro de Vasconcelos ha estat el director de l'Institut des de l'1 de maig del 2007.

### Escola de Seguretat i Defensa
L'Escola Europea de Seguretat i Defensa (EESD) és una xarxa d'institucions acadèmiques conformada el 2008 en l'àmbit de la política comuna de seguretat i defensa de la Unió Europea per tal de posar en comú les pràctiques d'ensenyament i formació civil i militar dels estats membres, facilitant d'aquesta manera la interconnexió i la mútua comprensió entre les diferents instàncies nacionals d'aprenentatge en l'àmbit de la defensa, així com la seva progressiva aproximació.